# Campeonato Europeu de Ciclismo em Pista de 2016
O VII Campeonato Europeu de Ciclismo em Pista celebrou-se em Saint-Quentin-en-Yvelines (França) entre o 19 e o 23 de outubro de 2016 baixo a organização da União Europeia de Ciclismo (UEC) e a Federação Francesa de Ciclismo.
As competições realizaram-se no Velódromo Nacional de Saint-Quentin-en-Yvelines. Foram disputadas 22 provas, 11 masculinas e 11 femininas.

## Medalhistas

### Masculino
| Evento                          | Ouro | Prata | Bronze                                                                                          |
| ------------------------------- | --- | --- | ----------------------------------------------------------------------------------------------- |
| Velocidade individual (22.10)   | Pavel Yakushevski · Rússia                                                                                  | Roy van den Berg · Países Baixos                                                                            | Andri Vynokurov · Ucrânia                                                                       |
| Velocidade por equipas (20.10)  | Polónia · Maciej Bielecki · Kamil Kuczyński · Mateusz Rudyk · Mateusz Lipa · 43,211                         | Reino Unido · Jack Carlin · Ryan Owens · Joseph Truman · 43,389                                             | Alemanha · Eric Engler · Robert Förstemann · Jan May · 43,083                                   |
| Perseguição individual (22.10)  | Corentin Ermenault · França · 4:18,778                                                                      | Filippo Ganna · Itália · 4:19,084                                                                           | Dion Beukeboom · Países Baixos · 4:20,568                                                       |
| Perseguição por equipas (20.10) | França · Thomas Denis · Corentin Ermenault · Florian Maitre · Benjamin Thomas · Sylvain Chavanel · 3:57,594 | Itália · Filippo Ganna · Simone Consonni · Francesco Lamon · Michele Scartezzini · Liam Bertazzo · 3:58,871 | Reino Unido · Matthew Bostock · Oliver Wood · Kian Emadi-Coffin · Mark Stewart · Steven Burke · |
| 1 km contrarrelógio (19.10)     | Quentin Lafargue · França · 1:00,685                                                                        | Eric Engler · Alemanha · 1:00,807                                                                           | Tomáš Bábek · Chéquia · 1:00,966                                                                |
| Carreira por pontos (22.10)     | Niklas Larsen · Dinamarca · 83 pts.                                                                         | Kenny De Ketele · Bélgica · 53 pts.                                                                         | Raman Ramanau · Bielorrússia · 36 pts.                                                          |
| Scratch (19.10)                 | Gaël Suter · Suíça                                                                                          | Adrian Tekliński · Polónia                                                                                  | Wim Stroetinga · Países Baixos                                                                  |
| Keirin (23.10)                  | Tomáš Bábek · Chéquia                                                                                       | Andri Vynokurov · Ucrânia                                                                                   | Charlie Conord · França                                                                         |
| Madison (23.10)                 | Sebastián Mora Vedri · Albert Torres Barceló · Espanha · 51 pts.                                            | Morgan Kneisky · Benjamin Thomas · França · 45 pts.                                                         | Kenny De Ketele · Moreno De Pauw · Bélgica · 44 pts.                                            |
| Eliminação (20.10)              | Loïc Perizzolo · Suíça                                                                                      | Jristos Volikakis · Grécia                                                                                  | Jiří Hochmann · Chéquia                                                                         |
| Omnium (21.10)                  | Albert Torres Barceló · Espanha · 126 pts.                                                                  | Gaël Suter · Suíça · 123 pts.                                                                               | Benjamin Thomas · França · 114 pts.                                                             |

### Feminino
| Evento                          | Ouro | Prata | Bronze                                                                           |
| ------------------------------- | --- | --- | -------------------------------------------------------------------------------- |
| Velocidade individual (23.10)   | Simona Krupeckaitė · Lituânia                                                                                 | Anastasiya Voinova · Rússia                                                                                   | Tania Calvo Barbero · Espanha                                                    |
| Velocidade por equipas (20.10)  | Rússia · Daria Shmeliova · Anastasiya Voinova · 33,356                                                        | Espanha · Tania Calvo Barbero · Helena Casas Roige · 33,425                                                   | Lituânia · Simona Krupeckaitė · Miglė Marozaitė · 33,871                         |
| Perseguição individual (21.10)  | Katie Archibald · Reino Unido · 3:29,878                                                                      | Justyna Kaczkowska · Polónia · 3:33,188                                                                       | Anna Turvey · Irlanda · 3:36,591                                                 |
| Perseguição por equipas (20.10) | Itália · Elisa Balsamo · Tatiana Guderzo · Simona Frapporti · Silvia Valsecchi · Francesca Pattaro · 4:22,314 | Polónia · Justyna Kaczkowska · Katarzyna Pawłowska · Daria Pikulik · Nikol Płosaj · Lucja Pietrzak · 4:27,845 | Reino Unido · Emily Kay · Dannielle Khan · Manon Lloyd · Emily Nelson · 4:26,744 |
| 500 m contrarrelógio (19.10)    | Daria Shmeliova · Rússia · 34,310                                                                             | Pauline Grabosch · Alemanha · 34,318                                                                          | Anastasiya Voinova · Rússia · 34,483                                             |
| Carreira por pontos (21.10)     | Kirsten Wild · Países Baixos · 25 pts.                                                                        | Jolien D'Hoore · Bélgica · 24 pts.                                                                            | Katarzyna Pawłowska · Polónia · 14 pts.                                          |
| Scratch (20.10)                 | Aušrinė Trebaitė · Lituânia                                                                                   | Elinor Barker · Reino Unido                                                                                   | Kirsten Wild · Países Baixos                                                     |
| Keirin (21.10)                  | Liubov Basova · Ucrânia                                                                                       | Nicky Degrendele · Bélgica                                                                                    | Simona Krupeckaitė · Lituânia                                                    |
| Madison (23.10)                 | Jolien D'Hoore · Lotte Kopecky · Bélgica · 36 pts.                                                            | Emily Kay · Emily Nelson · Reino Unido · 26 pts.                                                              | Nina Kessler · Kirsten Wild · Países Baixos · 22 pts.                            |
| Eliminação (19.10)              | Kirsten Wild · Países Baixos                                                                                  | Katie Archibald · Reino Unido                                                                                 | Laurie Berthon · França                                                          |
| Ómnium (22.10)                  | Katie Archibald · Reino Unido · 141 pts.                                                                      | Kirsten Wild · Países Baixos · 135 pts.                                                                       | Lotte Kopecky · Bélgica · 131 pts.                                               |

## Medalheiro
| 1  | França        | 3  | 1  | 3  | 7  |
| 2  | Rússia        | 3  | 1  | 1  | 5  |
| 3  | Reino Unido   | 2  | 4  | 2  | 8  |
| 4  | Países Baixos | 2  | 2  | 4  | 8  |
| 5  | Espanha       | 2  | 1  | 1  | 4  |
| 6  | Suíça         | 2  | 1  | 0  | 3  |
| 7  | Lituânia      | 2  | 0  | 2  | 4  |
| 8  | Bélgica       | 1  | 3  | 2  | 6  |
| 9  | Polónia       | 1  | 3  | 1  | 5  |
| 10 | Itália        | 1  | 2  | 0  | 3  |
| 11 | Ucrânia       | 1  | 1  | 1  | 3  |
| 12 | Chéquia       | 1  | 0  | 2  | 3  |
| 13 | Dinamarca     | 1  | 0  | 0  | 1  |
| 14 | Alemanha      | 0  | 2  | 1  | 3  |
| 15 | Grécia        | 0  | 1  | 0  | 1  |
| 16 | Bielorrússia  | 0  | 0  | 1  | 1  |
| 16 | Irlanda       | 0  | 0  | 1  | 1  |
|    | TOTAL         | 22 | 22 | 22 | 66 |